# Gondwana

Laurasien och Gondwana.

Gondwana eller Gondwanaland var den södra superkontinent som omfattade de landmassor vi i dag kallar Antarktis, Sydamerika, Afrika, Arabiska halvön, Madagaskar, Indien, Australien, Nya Guinea, Nya Zeeland och Nya Kaledonien. De övriga kontinenterna, Nordamerika och Eurasien var samlade i superkontinenten Laurasien. Tillsammans bildade Gondwana och Laurasien superkontinenten Pangaea. För cirka 200 miljoner år sedan började Gondwana och Laurasien driva ifrån varandra.

## Klimat
Gondwana låg där Antarktis ligger idag, men under mesozoikum var den globala medeltemperaturen betydligt högre än idag och på Gondwana fanns därför en stor artrikedom i såväl flora som fauna. En tidstypisk växt med stor utbredning är till exempel Glossopteris. Än idag återfinns växtarter som har sitt ursprung och spridning med utgång från den dåtida kontinentens utseende, se Nothofagus.

## Utveckling
Under jura (omkring 160 miljoner år sedan) lösgjorde sig Afrika från superkontinenten och började driva norrut. Under äldre krita (125 miljoner år sedan) lösgjorde sig Indien, och under yngre krita (80 miljoner år sedan) Nya Zeeland. Under tertiär (65 miljoner år sedan) började den australiska kontinenten att lösgöra sig från Gondwana. Eftersom kontinenten inledningsvis roterade kring sin egen axel behöll den en viss kontakt med det som återstod av Gondwana under en längre tid.
För omkring 45 miljoner år sedan kolliderade den indiska subkontinenten med Asien varpå Himalaya bildades. Ungefär samtidigt lösgjorde sig Australiens södra delar, dagens Tasmanien, från det som idag är Antarktis. Havsvatten började strömma mellan de två kontinenterna, vilket orsakade lägre temperatur och torrare klimat.
Större betydelse för det globala klimatet hade Sydamerikas separation under oligocen (30 miljoner år sedan). Då Drakes sund öppnades fanns det inte längre något hinder som tvingade det kalla vattnet i Antarktiska oceanen norrut där det tidigare blandade sig med det varma tropiska vattnet. Istället uppstod den Antarktiska cirkumpolarströmmen som förvandlade Antarktis till dagens kalla kontinent och havstemperaturen sjönk nästan 10 grader vilket ledde till att det globala klimatet blev mycket kallare.
För omkring 15 miljoner år sedan kolliderade Nya Guinea med södra Asien vilket på nytt orsakade höga berg. För bara 3,5 miljoner år sedan förenades Sydamerika med Nordamerika genom Panamanäset.
Gondwana fick sitt namn av Eduard Suess som döpte det efter Gondwana, det område i östra Indien där den gamla kontinentens geologi fastställdes.

### Fotnoter
1. ↑  Greg Houseman. ”Dispersal of Gondwanaland”. Leeds universitet. http://homepages.see.leeds.ac.uk/~eargah/Gond.html. Läst 31 augusti 2014.